# Hank Locklin
Hank Locklin (nacido Lawrence Hankins Locklin; 15 de febrero de 1918 - 8 de marzo de 2009) fue un cantautor estadounidense de música country. Tuvo 70 sencillos de éxito, incluyendo dos que alcanzaron el número 1 en la lista nacional Billboard. Entre sus mayores éxitos se encuentran "Send Me the Pillow You Dream On" y su insignia Please Help Me, I'm Falling. Los más recientes escalaron a la octava posición en la lista de música pop Billboard Hot 100. La edición del centenario de Billboard la colocaba como el segundo sencillo más exitoso del país en la era del rock and roll, con más de un millón de copias vendidas, y ganó el disco de oro de la RIAA.
Locklin nació y creció en Florida. Desarrolló su afición a la música country tras un accidente en su infancia. Aprendió a tocar la guitarra mientras se recuperaba y empezó también a actuar localmente. Al poco tiempo de hacerse adulto, formó su propia banda, llamada The Rocky Mountain Playboys, que dieron conciertos y actuaron en la radio local. A Locklin le oyeron cantando durante uno de esos conciertos, valiéndole un contrato para grabar en 1949. Tuvo su mayor éxito en la lista nacional Billboard el mismo año. Su sencillo de 1953, "Let Me Be the One" fue la primera en figurar en las listas.
En 1955, Locklin grabó en la RCA Victor Records y bajo la producción de Chet Atkins, tuvo su mayor éxito como artista de country. Tuvo una serie de grandes éxitos a finales de los años 1950 y principios de los 1960. También se unió al elenco del Grand Ole Opry y permaneció como miembro durante cerca de 50 años. También llegó a ser internacionalmente una principal atracción del concierto, con una gira transoceánica en Europa, iniciándose en los años 1960 y 70. Locklin también grabó un puñado de álbumes conceptuales durante este periodo, que la puso entre los primeros artistas del género en publicar álbumes centrados en torno a un tema. Posteriormente llegaría a grabar en otras discográficas, incluyendo MGM, Plantation y Coldwater. A pesar de este éxito, Locklin nunca vivió en Nashville, sino que eligió quedarse en su Florida natal. Locklin Falleció en 2009, a los 91 años de edad.

## Inicios
Locklin nació y creció en McLellan, Florida. Era el más joven de cuatro hijos de una familia inclinada hacia la música. Aunque precozmente tuvo afición a la música, su interés fue mayor tras sufrir un accidente. A sus nueve años, fue atropellado por un autobús escolar. "Casi me hizo puré más que un buñuelo," recordaba. aprendió a tocar la guitarra mientras se recuperaba y siguió dedicándose a la música durante su adolescencia. También ganó varios concursos de talento, así como pudo actuar en la emisora de radio de Pensacola, Florida. Para dedicarse plenamente a la música, Locklin abandonó la escuela de enseñanza media. sin embargo, trabajando de músico se hizo con unos pequeños ingresos. en cierta ocasión, recordaba que le pagaron dos dólares por un concierto en un motel de Florida. Para conseguir sus objetivos, hizo trabajos complementarios, incluyendo una granja y un astillero.
A principios de los años 1940, Locklin fue exonerado de participar en la Segunda Guerra Mundial a causea del accidente con el autobús escolar durante su infancia (del que aún se resentía su pierna). En cambio, siguió actuando. Locklin actuó en los estados vecinos, incluyendo conciertos habituales con bandas en Mobile, Alabama. También empezó a componer sus propias canciones, con una fuerte influencia de la obra de Ernest Tubb. Entonces se unió a la banda del músico de country Jimmy Swan y apareció regularmente en conciertos. Fue cuando Locklin formó su propia banda de apoyo en 1947 llamada The Rocky Mountain Playboys. El grupo actuó regularmente en emisoras de radio. Su patrocinador fue el hombre de negocios Elmer Laird, el cual intenó formar su propia discográfica para que Locklin pudiera grabar su música. Sin embargo, perdió la vida tras haber sido apuñalado al poco tiempo de su proyecto. Pero la asociación de Locklin con el productor Pappy Daily le ayudó a firmar con 4 Star Records.

## Carrera

### 1949–1954: Éxito inicial
Locklin cerró un contrato con 4 Star Records a través de su alianza con Pappy Daily. Daily hizo que Bill McCall, de Four Star, se fijase en él, donde firmó su primer contrato de grabación en 1949. En ese mismo año, Locklin se unió al elenco de Louisiana Hayride en Shreveport. Tuvo su primer gran éxito en 1949 con un sencillo escrito por él mismo titulado The Same Sweet Girl."La canción se hizo sitio entre las diez primeras de la lista de las más populares del country de Billboard, alcanzando la octava posición. Pese a haber logrado el éxito, Locklin no consiguió mucha ganancia por derechos de autor, porque su contrato de grabación le permitía a McCall hacerse con todas las ganancias de derechos de publicación, así que McCall se embolsó todo el dinero de su éxito. "Nunca hice dinero con él. Lo que entendí fue que le gustaba ir a Las Vegas. Descubrí que Bill sólo era un tipo que le gustaba acapararlo todo", recordó Locklin en 2001.
Los sencillos complementarios de Locklin no alcanzaron el éxito, que causaron posteriores problemas financieros. Incluso grabó la versión original de su futuro éxito, "Send Me the Pillow You Dream On." Aunque no fue un gran éxito, Locklin sí recordó que la canción logró una cálida recepción tras su emisión en directo en un programa de radio. En este tiempo, McCall hizo gestiones para que el material de Locklin lo arrendase Decca Records, que estaba a cargo de Owen Bradley. Con esta nueva alianza, consiguió su segundo gran éxito en 1953, llamado Let Me Be the One. El sencillo llegó a ser el primero en alcanzar el número uno en la lista del country en Billboard. Let Me Be the One permaneció en total tres semanas en cabeza de lista. Las publicaciones complementarias de Four Star carecieron de éxito. Además, Locklin aún recibía un poco de derechos de autor de su éxito con la discográfica. Al objeto de evitar que McCall lo reclamase como suyo, empezó a componer canciones bajo el nombre de su esposa. Cortes como "These Ruins Belong to You" fueron escritos bajo el nombre de "Willa." Tras una disputa con McCall, se fue de Four Star Records.

### 1955–1974: Mudanza a RCA Records y el mayor éxito
En 1955, Locklin cambió a la más poderosa RCA Records. Colaborando con el productor Chet Atkins, Locklin desarrolló un estilo musical más simplista. A menudo sus grabaciones incluían producciones de guitarra acústica pesada y piano. Estos estilos fueron posteriormente individualizados por los que formaron The Nashville A-Team, un grupo de músicos de estudio, del que formaron parte Floyd Cramer y algunos otros. En 1956, tuvo su primer éxito con la RCA titulado "Why Baby Why." el sencillo subió a la cabeza de lista de la las más populares del country de Billboard, alcanzando su primer gran éxito en tres años. seguido por "Geisha Girl" en 1957 , la cual no sólo alcanzó el quinto puesto de las más populares del country de Billboard, sino que también fue la primera en ser incluida en el Billboard Hot 100, escalando a la 66.ª posición. Este tema formaba parte de su primer álbum de estudio, Foreign Love. Comercializado para los militares destinados en ultramar, el disco sería uno de varios álbumes conceptuales publicados por Locklin durante su carrera. En 1958, Locklin tuvo dos grandes éxitos más: "It's a Little More Like Heaven" y una refundición de Send Me the Pillow You Dream On.
Pasados los siguientes dos años, los sencillos de Locklin se mostraron un fracaso. En 1960, se fijó en una canción compuesta por Hal Blair y Don Robertson. Ambos escritores tenían la idea de escribir una "canción de engaño" que se centró en torno a una consciencia del hombre. Blair introdujo elementos de la vida real tomados de sus propios problemas conyugales para escribir la canción. Su producto final fue la melodía "Please Help Me, I'm Falling." Inicialmente la canción fue ofrecida a Jim Reeves, pero la rechazó, mientras que Locklin tuvo fe en que sería un éxito y decidió aceptar la grabación en estudio. Publicada como sencillo en 1960, "Please Help Me, I'm Falling" alcanzó el número uno en la lista de la las más populares del country de Billboard en mayo. Permaneció 14 semanas en lista antes de descender. También llegó a ser el mayor éxito de Locklin en la Billboard, escalando a la octava posición en agosto de 1960. En el Reino Unido también se incluyó entre las diez primeras. "Please Help Me, I'm Falling" llegó a ser el mayor éxito de la carrera artística de Locklin y la más vendida hasta el momento. Este éxito le valió una invitación a unirse al Grand Ole Opry, que él aceptó en 1960. Permaneció en el programa durante 49 años.
Locklin no volvió a ser incluido en las listas de superventas, pero siguió teniendo éxito comercial con RCA Victor. En 1961, colocó tres de sus canciones entre las 20 más vendidas: "One Step Ahead of My Past," "From Here to There to You" y "You're the Reason. " En noviembre de 1961, el sencillo "Happy Birthday to Me" (escrita por Bill Anderson) alcanzó el séptimo puesto en la lista de las más populares del country de Billboard, en la que, a continuación, "Happy Journey," escaló a la décima posición en febrero de 1962. Le siguió un álbum del mismo nombre en 1962 que también incluía We're Gonna Go Fishin' , un sencillo entre los 20 más vendidos. la canción se hizo también un gran éxito en el Reino Unido. "Followed Closely by My Teardrops", publicada en 1964, fue su último gran éxito durante varios años.
Locklin aumentó la grabación de álbumes conceptuales durante los años 1960. Esto empezó con una obra en homenaje a Roy Acuff llamada A Tribute to Roy Acuff: The King of Country Music. constaba de una colección de las canciones más conocidas de Acuff, incluyendo "Wabash Cannonball" y "Once More." El álbum evaluado positivamente por la revista Billboard en 1962. Los escritores pusieron de relieve el hecho de que Locklin eligió cantar canciones de Acuff con su propio estilo, más que una copia. En los años posteriores, Allmusic valoró el álbum con tres de cinco estrellas. Con su creciente base de admiradores en Irlanda, Locklin grabó en 1963 Irish Songs, estilo Country. Al año siguiente, grabó un álbum de estudio con canciones de Hank Williams. Greg Adams, de Allmusic, lo valoró con sólo dos y media de cinco estrellas, llamándole a Locklin "un buen cantante a la tirolesa [que] parece esforzarse poco." Entretanto, My Kind of Country Music, editado en 1965, fue mejor valorado por la crítica. Él crítico Thom Owens lo valoró con 4,5 estrellas y alabó su "regalo para baladas lacrimógenas y country puramente tradicional." The Girls Get Prettier, grabado en estudio en 1966, sería el primero en posicionarse entre las más populares del country de Billboard, alcanzando el número 26.
En 1968, Locklin regresó con su primer éxito en la lista de los diez más populares tras varios años, titulado The Country Hall of Fame. Su correspondiente trabajo de estudio del mismo nombre también logró el éxito, alcanzando el número 20 en la lista del country. Allmusic lo dio una cálida respuesta en la crítica, llamándolo "uno de los mejores álbumes de final de los '60." Después de la publicación, Locklin vio el declive del éxito en la radio en las listas americanas del country. Su último sencillo que se colocó entre los 40 más vendidos en el informe de Billboard de canciones de country fue Where the Blue of the Night Meets the Gold of the Day', que salió en 1969. Al inicio de los años '70, empezó a pasar más tiempo de gira y actuando en Europa, donde se hizo más popular. Estuvo entre los primeros artistas de música country en actuar en bases militares y clubes en Europa. También hizo gira con el productor Chet Atkins en Japón en los primeros 1970. Locklin permaneció con RCA Victor hasta 1974. Entre lo más destacado de sus años en la RCA hay que reseñar un disco colaborativo con Danny Davis y la Nashville Brass en 1970. Constan regrabaciones de algunos de sus mayores éxitos. Su último álbum para la RCA fue The Mayor of McLellan, Florida, grabado en 1972.

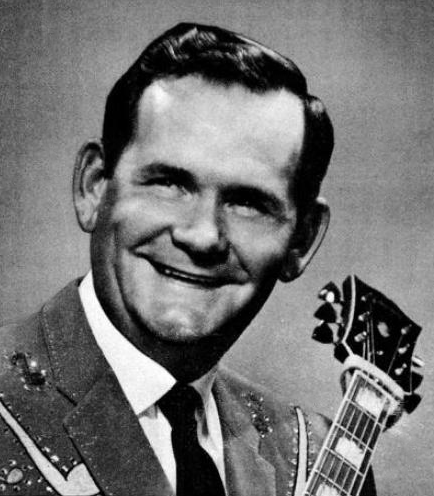
Locklin en un anuncio para la revista Billboard en 1968.

### 1975–2007: años posteriores
Después de salirse de RCA Victor Records, Locklin grabó para algunos otros sellos, empezando con MGM Records. En 1975, su autotitulado álbum de estudio fue publicado en esta entidad e incluía una colección de diez pistas. El disco fue producido por el artista compatriota Mel Tillis. Tres sencillos fueron obtenidos de este álbum, pero quedaron lejos del éxito comercial. Fue entonces cuando cambió a Plantation Records en 1977, donde grabó un disco de estudio, There Never Was a Time. Fue producido por Shelby Singleton y también lo componían diez pistas con nuevo material, del que salieron cuatro sencillos, que también fueron un fracaso. También puso su atención en otras oportunidades durante este periodo. En los años 1970, Locklin presentó un puñado de programas de televisión en las ciudades tejanas de Dallas y Houston. También siguió actuando en Europa, particularmente en Irlanda. También siguió actuando en la Grand Ole Opry. Durante este periodo, fue nombrado alcalde honorario en su ciudad natal, McLellan, Florida. El honor se le dio tras ser apodado el "alcalde de McLellan" por el presentador de radio y televisión Ralph Emery.
La carrera de Locklin empezó aminorando la marcha en los siguientes años 1970. Al inicio de los años 2000, su hijo (Hank Adam Locklin) estimuló a su padre para que volviera al estudio de grabación. En 2001, el primer álbum de Locklin tras décadas fue publicado con el título de Generations in Song. El proyecto fue producido por su hijo y contaba con una parte del original Nashville A-Team como instrumentación de sesión. También contaba con las colaboraciones de Vince Gill, Dolly Parton y muchos más. El álbum recibió una positiva valoración de escritores y críticos tras su publicación. Bruce Eder, de Allmusic, otorgó 4 estrellas a este trabajo y alabó la voz de Locklin: "Tres décadas después, su voz suena cuanto menos más fresca de lo que sería de esperar, y la armonización y la interpretación es de primera calidad, unto con los arreglos, lo cual lo hace más que un ejercicio de nostalgia." a revista No Depression también dio al álbum una cálida respuesta, llamando a su producción a tener "arreglos limpios" que permite " el resplandor de su voz." Ken Burke, de Country Standard Time, también valoró a positivamente este álbum. "El tenor nacido en Florida puede enorgullecerse no solamente de haber desgarrado a su modo la fatal pobreza, sino que también ha construido un legado musical que puede compartir con su familia", escribió Burke.
En 2006, Locklin publicó su último álbum titulado By the Grace of God: The Gospel album. El álbum era una colección de canciones de góspel que contaba con las colaboraciones de The Oak Ridge Boys y The Jordanaires. El disco fue editado por Yell Records. Fue favorablemente valorado por Larry Stephens de Country Standard Time, que alabó la voz juvenil de Locklin y su esfuerzo en escribir canciones. También en 2006, Locklin apareció en el programa especial de PBS, Country Pop Legends en el que interpretó Send Me the Pillow That You Dream On y Please Help Me I'm Falling. En sus últimos años en los escenarios, Locklin siguió apareciendo en el Grand Ole Opry. En septiembre de 2007, hizo su última aparición en público.

## Vida personal y muerte
Locklin tuvo dos esposas. Primero se casó con Willa Jean Murphy, en 1938, pero terminó en divorcio. En 1970 se casó con Anita Crooks de Brewton, Alabama. Tuvo dos hijos y cuatro hijas, 12 nietos, 8 bisnietos and a y algunos sobrinos cercanos. Entre sus hijos se encuentra Hank Adam Locklin, músico y productor. Éste es el que ha contribuido a gestionar su carrera y producir alguno de sus últimos discos. En los años 1960, Locklin construyó una casa de campo llamada "The Singing L", situada en McClellan, donde había recolectado algodón en su juventud. Posteriormente fue nombrado alcalde honorario de la ciudad.
A pesar de haber hecho carrera musical con el country, Locklin jamás vivió en Nashville, Tennessee, sino que se quedó en la Costa del golfo de Estados Unidos. Se trasladó a Brewton, donde se estableció durante sus últimos años, y allí falleció en su casa al amanecer del 8 de marzo de 2009. Está enterrado en el cementerio de la Iglesia Unida Metodista Monte Carmelo, situada en Jay, Florida. Tras su muerte, su viejo amigo Sandy Wyatt comentó, "(Hank) fue no solamente un gran artista, fue también el hombre más agradable que jamás os hayáis encontrado."

## Estilos musicales
El estilo musical de Locklin procede de la variedad del country Honky-tonk y subgéneros del Sonido Nashville. En sus primeros años, Locklin era inicialmente un cantante de honky-tonk que también incorporaba elementos del country tejano. Sus más tempranas grabaciones en la discográfica Four Star personificaron este peculiar estilo. Sus primeras canciones también recibieron influencia de otros artistas en los que se inspiró, incluyendo Hank Williams. Dando un repaso a la recopilación de Locklin en 1997, Bruce Eder comentó que canciones tales como "Born to Ramble" destilaban una fuerte influencia de Williams. Locklin también emuló los estilos musicales de Ernest Tubb (de entre los artistas que contribuyeron a la formación de la variante del country Honky-tonk).
El sonido y el estilo de Locklin resultaron más individualizados una vez que cantaron con RCA Records en 1955. Su productor Chet Atkins contribuyó a crear su nueva imagen mediante la incorporación de una instrumentación del sonido Nashville más blanda. El escritor Greg Adams describió los años de Locklin en la RCA declarando que poseía "dulces coros vocales" respaldados por secciones de trompa y cuerda. En 2001, durante una entrevista, Locklin refirió que Chet Atkins deseaba crear arreglos musicales usando la guitarra que él guardaba en su oficina: "Así que, de repente, la tomó y sacó uno o dos acordes sobre algo así que circulaba por su mente. Era tan bueno que realmente me ayudó mucho en la RCA."

## Legado
Locklin está considerado por muchos escritores como uno de los "grandes tenores" de la música country. Los críticos han puesto de relieve que el distintivo tono agudo de su voz le hizo destacar entre los intérpretes de su tiempo. Al revisar la recopilación RCA Country Legends, Stephen Thomas Erlewine destacó sus características: "Locklin se mantenía firme a sus ideales del country, y gradualmente lo fue reduciendo a lo más importante como estar aquí, que es dar fe de por qué los conocedores del country le consideran entre los mejores cantantes puros del género." Locklin también contribuyó a definir el subgénero Sonido Nashville de la música country. Este particular estilo trajo un sentimiento cosmopolita y una suave calidad al country. "Ha sido una bendición haber escrito canciones de éxito que son atemporales," comentó Locklin en 2001.
El legado de Locklin también puede unirse a su pertenencia al Grand Ole Opry durante 49 años. Fue conocido por su estilo "afectadamente folklorista" del humor y a menudo quería bromear con su audiencia del Opry diciendo, "Te trataremos de tantos modos de los que estés seguro de que te gusten." En 2007 fue incluido en el Salón de la Fama de Artistas de Florida. En noviembre de 2020, el Servicio Público de Radiodifusión emitió un documental sobre la carrera y el legado de Locklin, llamado Hank Locklin: Country music Timeless Tenor (Hank Locklin: Tenor atemporal de la música Country.). Artistas compañeros del country hablaron de su influencia en sus carreras, incluyenco Dolly Parton y Dwight Yoakam.

## Discografía
Álbumes de estudio
- 1958: Foreign Love
- 1960: Please Help Me, I'm Falling
- 1962: Happy Journey
- 1962: A Tribute to Roy Acuff: The King of Country Music
- 1962: Hank Locklin
- 1963: This Song Is Just for You
- 1963: The Ways of Life
- 1964: Irish Songs, Country Style
- 1964: Hank Locklin Sings Hank Williams
- 1965: Hank Locklin Sings Eddy Arnold
- 1965: My Kind of Country Music
- 1965: Once Over Lightly
- 1966: The Girls Get Prettier
- 1966: The Gloryland Way
- 1967: Send Me the Pillow You Dream On and Other Great Country Hits
- 1967: Nashville Women
- 1968: Country Hall of Fame
- 1968: My Love Song for You
- 1968: Softly
- 1969: Lookin' Back
- 1970: Hank Locklin & Danny Davis & the Nashville Brass (with Danny Davis)
- 1970: Bless Her Heart...I Love Her
- 1972: The Mayor of McLellan, Florida
- 1975: Hank Locklin
- 1977: There Never Was a Time
- 1978: Country Hall of Fame
- 1979: All Kinds of Everything
- 2001: Generations in Song
- 2006: By the Grace of God: The Gospel Album

## Premios y nominaciones
| Año  | Trofeo         | Distinción                                                                        | Resultado | Ref.   |
| ---- | -------------- | --------------------------------------------------------------------------------- | --------- | ------ |
| 1960 | Grand Ole Opry | Aceptado como miembro                                                             | Ganado    | [ 42 ] |
| 1960 | Premios Grammy | Mejor grabación country y western por Please Help Me, I'm Falling                 | Nominado  | [ 43 ] |
| 1964 | Premios Grammy | Mejor interpretación vocal country masculina por Hank Locklin Sings Hank Williams | Nominado  | [ 43 ] |